# Jean Lannes
Jean Lannes, 1. vojvoda od Montebella, princ od Siewierza (10. travnja 1769. – 31. svibnja 1809.), bio je francuski vojni zapovjednik i maršal Prvog Francuskog carstva koji je služio tijekom francuskih revolucionarnih i napoleonskih ratova. Bio je jedan od Napoleonovih najsmjelijih i najtalentiranijih generala, a mnogi ga smatraju jednim od najvećih vojnih zapovjednika u povijesti. Napoleon je jednom rekao za Lannesa: "Pronašao sam ga kao patuljka i pretvorio sam ga u diva". Kao osobni carev prijatelj, smio mu se obratiti s prijateljskim tu, za razliku od formalnog vous .

## Rani život
Lannes je rođen u gradiću Lectoure,:str. 117. u provinciji Gaskonji u južnoj Francuskoj. Bio je sin malog zemljoposjednika i trgovca Jeanneta Lannesa (1733. – 1812., sin Jean Lannesa (u. 1746.), poljoprivrednika, i Jeanne Pomiès (u. 1770.) i unuk Pierrea Lanea i Bernarde Escossio po ocu, oboje umrli 1721. godine), i Cécile Fouraignan (1741–1799, kći Bernarda Fouraignana i Jeanne Marguerite Laconstère). U tinejdžerskim godinama bio je na naukovanju kod farbara. Lannes je stekao malo obrazovanja, ali njegova velika snaga i stručnost u mnogim sportovima doveli su do toga da je 1792. godine bio izabran za generala zbora bataljuna dobrovoljaca iz Gersa, kojem se pridružio nakon izbijanja rata između Francuske i Španjolske. Služio je pod vodstvom generala Jean-Antoinea Marbota tijekom kampanja na Pirinejima 1793. i 1794. godine, a istaknutim ponašanjem popeo se u čin chefa de brigade. Za vrijeme boravka u Pirinejima, Lannesu je general Jacques François Dugommier dao neke važne zadatke, a za unapređenje ga je preporučio budući maršal Louis-Nicolas Davout.:str. 119.

## Kampanje Italije i Egipta
Lannes je služio pod vodstvom generala Barthélemyja Louisa Josepha Schérera, sudjelujući u bitci kod Loana.:str. 119. Međutim, 1795. godine, kao rezultat reformi vojske koje su uveli Termidorijanci, razriješen je svog čina.  Ponovno se prijavio u vojsku kao dobrovoljac Armée d'Italie.  Služio je u talijanskoj kampanji 1796. godine i još se jednom popeo do visokog čina te dobiva zapovjedništvo nad brigadom u diviziji generala Pierrea Augereaua, a kasnije nad 3 bataljuna stalne prethodnice. Lannes se isticao u svakoj bitci i igrao je važnu ulogu u pobjedi kod Dega. U bitci kod Bassana vlastitim je rukama zarobio dvije neprijateljske zastave:str. 120., a u bitci kod Arcolea nastavio je osobno voditi svoju kolonu bez obzira na višestruke rane koje je zadobio.:str. 121. Lannes je vodio trupe pod vodstvom Claudea Victor-Perrina u invaziji na Papinske države. Kad su on i mala izviđačka skupina naletjeli na 300 papinskih konjanika, izbjegao je opasnost oštro naredivši ljudima da se vrate u bazu, uvjeravajući ih da ne napadaju. Bonaparte ga je odabrao da ga prati u Egipat kao zapovjednika u jednoj od brigada generala Jean-Baptistea Klébera:str. 122.. U toj se ulozi uvelike istaknuo, posebno tijekom povlačenja iz Sirije. Lannes je ranjen u bitci kod Abukira, prije nego što se vratio u Francusku s Bonaparteom, i pomogao mu u puču 18. Brumairea. Nakon Bonaparteova preuzimanja vlasti i imenovanja za francuskog konzula, Lannes je unaprijeđen u činove generala divizije i zapovjednika konzularne straže. Tijekom talijanske kampanje, Lannes je zapovijedao naprednom stražom na prijelazu Alpa 1800. godine, bio je ključan za pobjedu u bitci kod Montebella,:str. 123. za koju je kasnije dobio titulu vojvode od Montebella, i igrao veliku ulogu u bitci kod Marenga. :str. 124.

## Napoleonski ratovi
General Joachim Murat i šef brigade Jean-Baptiste Bessières planirali su Lannesa ukloniti zbog proračunskog deficita,:str. 125. ali Augereau ga je spasio.  Kao rezultat toga, Lannes nije bio potpuno osramoćen.  Umjesto toga, poslan je kao veleposlanik u Portugal 1801. Mišljenja se razlikuju što se tiče njegovih zasluga u diplomaciji; Napoleon ga nikad više nije iskoristio. Lannes je kupio zamak Maisons iz sedamnaestog stoljeća, u blizini Pariza, 1804. godine, a jedan od njegovih državnih stanova preuređen je za Napoleonov posjet.
Nakon uspostave Prvog Francuskog carstva, postao je jednim od originalnih osamnaest maršala Carstva.:str. 126. 1805. godine u potpunosti je povratio Napoleonovu naklonost,  koju je izgubio tijekom konzulata.:str. 124.-125. U Austerlitzu je zapovijedao lijevim krilom Grande Armée. Tijekom rata u Četvrtoj koaliciji Lannes je pokazao svoje sposobnosti, zapovijedao je svojim korpusom u pohodu kroz Tirinšku šumu, tijekom bitke kod Saalfelda (koja se danas proučava kao uzor savršene bitke na Francuskom koledžu) i Bitke kod Jene. Njegovo vodstvo prethodnice u bitci kod Friedlanda bilo je još istaknutije.
1807. Napoleon je ponovno stvorio vojvodstvo Siewierz (Sievers), poklonivši ga Lannesu nakon što je Pruska bila prisiljena ustupiti sve svoje akvizicije iz druge i treće podjele Poljske .
Nakon toga, Lannes je trebao biti testiran kao vrhovni zapovjednik, jer ga je Napoleon poslao u Španjolsku 1808. i dao mu odvojeno krilo vojske za zapovijedanje, kojim je ostvario odlučnu pobjedu nad generalom Franciscom Castañosom u Tudeli. 22. studenoga. U siječnju 1809. poslan je da zauzme Zaragozu, a do 21. veljače, nakon jedne od najtvrdokornijih obrana u povijesti, Lannes je bio u posjedu grada. Kasnije je rekao, "ovaj prokleti Bonaparte će nas sve pobiti" nakon svoje posljednje kampanje u Španjolskoj. 1808. Napoleon ga je postavio za vojvodu od Montebella, a 1809. mu je, posljednji put, dao zapovjedništvo prethodnice. Sudjelovao je u sukobima blizu Eckmühla i napredovanju prema Beču. Sa svojim korpusom, poveo je francusku vojsku preko rijeke Dunav i snosio najveći teret, s maršalom Andréom Massénom, u bitci kod Aspern-Esslinga.

## Smrt
Tijekom zatišja drugog dana bitke kod Aspern-Esslinga, 22. svibnja 1809. godine, Lannes je otišao i sjeo na rub jarka, prekriživši ruke i noge. Sjedio je ondje, meditirajući nakon što je svjedočio smrti svog prijatelja, generala Pierrea Charlesa Pouzeta, kojemu je topovskom kuglom usred razgovora odrubljena glava. Tada se druga topovska kugla, ispaljena iz topa u Enzersdorfu, odbila o tlo i pogodila ga točno tamo gdje su mu bile prekrižene noge. Jednoj je bilo slomljeno koljeno, a drugoj su pokidane tetive. Maršal je rekao vojniku pokraj sebe: "Ranjen sam; to nije ništa posebno; daj mi ruku da mi pomogneš." Pokušao se podići, ali nije mogao. Odveden je u tête de pont, gdje su mu glavni kirurzi liječili rane. Jednu Lannesovu nogu amputirao je Dominique Jean Larrey u roku od dvije minute. Bolnu operaciju podnio je hrabro; jedva da je bilo gotovo kad je Napoleon prišao i kleknuvši kraj nosila zaplakao zagrlivši maršala. Prevezen je brodom do najljepše kuće u Kaiserebersdorfu 23. svibnja. Osam dana kasnije, Lannes je podlegao bolnim ranama u zoru 31. svibnja. U početku je pokopan u Les Invalides, Pariz, ali 1810. godine ekshumiran je i vraćen u Panthéon National nakon grandiozne ceremonije.

## Obitelj
Lannes se dva puta ženio u Perpignanu 19. ožujka 1795. s Paulette Méric, od koje se razveo zbog nevjere 1800. godine, nakon što je rodila izvanbračnog sina dok je službovao u Egiptu:
- Jean-Claude Lannes de Montebello ( Montauban, 12. veljače 1799. – 1817.), koji je umro neoženjen i bez problema,

Njegov drugi brak bio je u Dornesu 16. rujna 1800. s Louise Antoinette, Comtesse de Guéhéneuc (Pariz, 26. veljače 1782. - Pariz, 3. srpnja 1856.), u kojem je imao petero djece:
- Louis Napoléon (30. srpnja 1801. – 19. srpnja 1874.)
- Alfred-Jean (11. srpnja 1802. – 20. lipnja 1861.)
- Jean-Ernest (20. srpnja 1803. – 24. studenog 1882.)
- Gustave-Olivier (4. prosinca 1804. – 25. kolovoza 1875.)
- Josephine-Louise (4. ožujka 1806. – 8. studenoga 1889.)

jedan koji je naslijedio njegovu titulu i tri druga koja su se poslužila titulom baruna. Jedan od njegovih izravnih potomaka, Philippe Lannes de Montebello, bio je direktor Metropolitanskog muzeja umjetnosti do 2008. godine.

## Procjena
Lannes se može svrstati s Louisom-Nicolasom Davoutom i Andréom Massénom kao najsposobniji od svih Napoleonovih maršala. Neprestano su mu bili dodijeljeni zadaci koji su zahtijevali najveću razlučivost i odvažnost, a posebno kada su careve kombinacije ovisile o snazi i samopožrtvovanju odreda ili dijela vojske. Tako je bilo s Lannesom u Friedlandu i na Aspernu, kao i s Davoutom u Austerlitzu i Auerstedtu, a Napoleonova uvjerenost u sposobnosti njegovih podređenih može se gotovo točno prosuditi po učestalosti s kojom ih je koristio da osiguraju uvjete za njegov konačni udarac. Pouzdani generali s uobičajenom vojnom vrlinom ili pažljivi i precizni vođe poput Jean-de-Dieu Soulta i Jacquesa MacDonalda, brižno su čuvani u pozadini za konačni napad kojeg bi on sam pokrenuo. Duge sate uvertire u bitku, borbe s numeričkom inferiornošću dva prema jedan, koje bi omogućile posljednji udarac, povjeravao je samo ljudima izvanredne hrabrosti i velike sposobnosti za zapovijedanje. Lannesovo mjesto nikada nije bilo popunjeno. 

## Vanjske poveznice
|  | Zajednički poslužitelj ima još gradiva o temi Jean Lannes |